# Laguna Honda
Laguna Honda este o arie protejată (arie specială de conservare — SAC, sit de importanță comunitară — SCI) din Spania întinsă pe o suprafață de 327,07 ha, integral pe uscat.

## Localizare
Centrul sitului Laguna Honda este situat la coordonatele 37°35′45″N 4°08′29″W / 37.5957°N 4.1413°V.

## Înființare
Situl Laguna Honda a fost declarat sit de importanță comunitară în decembrie 1997 pentru a proteja 27 de specii de animale. Situl a fost protejat și ca arie specială de conservare în ianuarie 2015.

## Biodiversitate
Situată în ecoregiunea mediteraneană, aria protejată conține 7 habitate naturale: Salicornia și alte specii anuale care populează regiunile mlăștinoase și nisipoase, Tufărișuri termo-mediteraneene și de pre-deșert, Pseudostepă cu ierburi și specii anuale de Thero-Brachypodietea, Ape puternic oligomezotrofe cu vegetație bentonică cu Chara spp., Galerii și tufărișuri riverane sudice (Nerio-Tamaricetea și Securinegion tinctoriae), Pășuni mediteraneene udate de apa mării (Juncetalia maritimi), Tufărișuri halo-nitrofile (Pegano-Salsoletea).
La baza desemnării sitului se află mai multe specii protejate:
- păsări (26): rață sulițar (Anas acuta), rață pitică (Anas crecca), rață mare (Anas platyrhynchos), stârc cenușiu (Ardea cinerea), stârc roșu (Ardea purpurea), rață-cu-cap-castaniu (Aythya ferina), rața moțată (Aythya fuligula), rață roșie (Aythya nyroca),  prundaș gulerat mic (Charadrius dubius), erete de stuf (Circus aeruginosus), erete vânăt (Circus cyaneus), erete cenușiu (Circus pygargus), lișiță (Fulica atra), Fulica cristata, găinușă de baltă (Gallinula chloropus), piciorong (Himantopus himantopus), rață pestriță (Mareca strepera), rață cu ciuf (Netta rufina), Oxyura leucocephala, cormoran mare (Phalacrocorax carbo carbo), Phoenicopterus ruber, corcodel mare (Podiceps cristatus), corcodel-cu-gât-negru (Podiceps nigricollis), Porphyrio porphyrio porphyrio, Spatula clypeata, corcodel mic (Tachybaptus ruficollis)
- mamifere (1): râs iberic (Lynx pardinus)

Pe lângă speciile protejate, pe teritoriul sitului au mai fost identificate 1 specie de plante, 1 specie de păsări, 3 specii de mamifere, 2 specii de nevertebrate.